# Bayhorse
Bayhorse ist eine Geistersiedlung am Bayhorse Creek im Custer County, Idaho. In dem schmalen, tief eingeschnittenen Tal des Flusses mit seinen Nebentälern wurde im späten 19. Jahrhundert Silber gewonnen.
Der Bayhorse Creek ist ein etwa 10 Kilometer langer Nebenfluss des Salmon River, der an den Seen Bayhorse Lake und Little Bayhorse Lake entspringt.
Im März 1877 wurde in der Gegend ein Silberbleiglanzvorkommen entdeckt, in der Folge entstanden der Ort Bayhorse mit den ersten Bergwerken. 1880 lebten etwa 75 Personen in Bayhorse, fünf Jahre später waren es bereits 200. In der Siedlung wurden auch Schmelzöfen und ein Sägewerk gebaut, insgesamt förderten fünf Minen (Post Boy, Utah Boy, River View, Beardsley und Ramshorn) Erz für 450 Unzen Silber pro Monat. 1885 gab es in Bayhorse neben mehreren Wohnhäusern drei Ladengeschäfte, fünf Saloons, ein Hotel, eine Herberge, ein Restaurant und eine Fleischerei. 1889 lebten fast 400 Menschen im Ort, damit erreichte der Ort seinen Zenit. Als der Finanzminister William Windom im November 1889 Importbeschränkungen auf Silberbleiglanz aus Mexiko aufhob, wurde der Betrieb in Bayhorse schlagartig unrentabel. Innerhalb von zwei Wochen war die Stadt quasi verlassen.
Die Siedlung ist relativ gut erhalten und gilt heute als touristische Attraktion. 2006 wurden weite Teile von Bayhorse Teil des Land of Yankee Fork State Parks und können besichtigt werden.

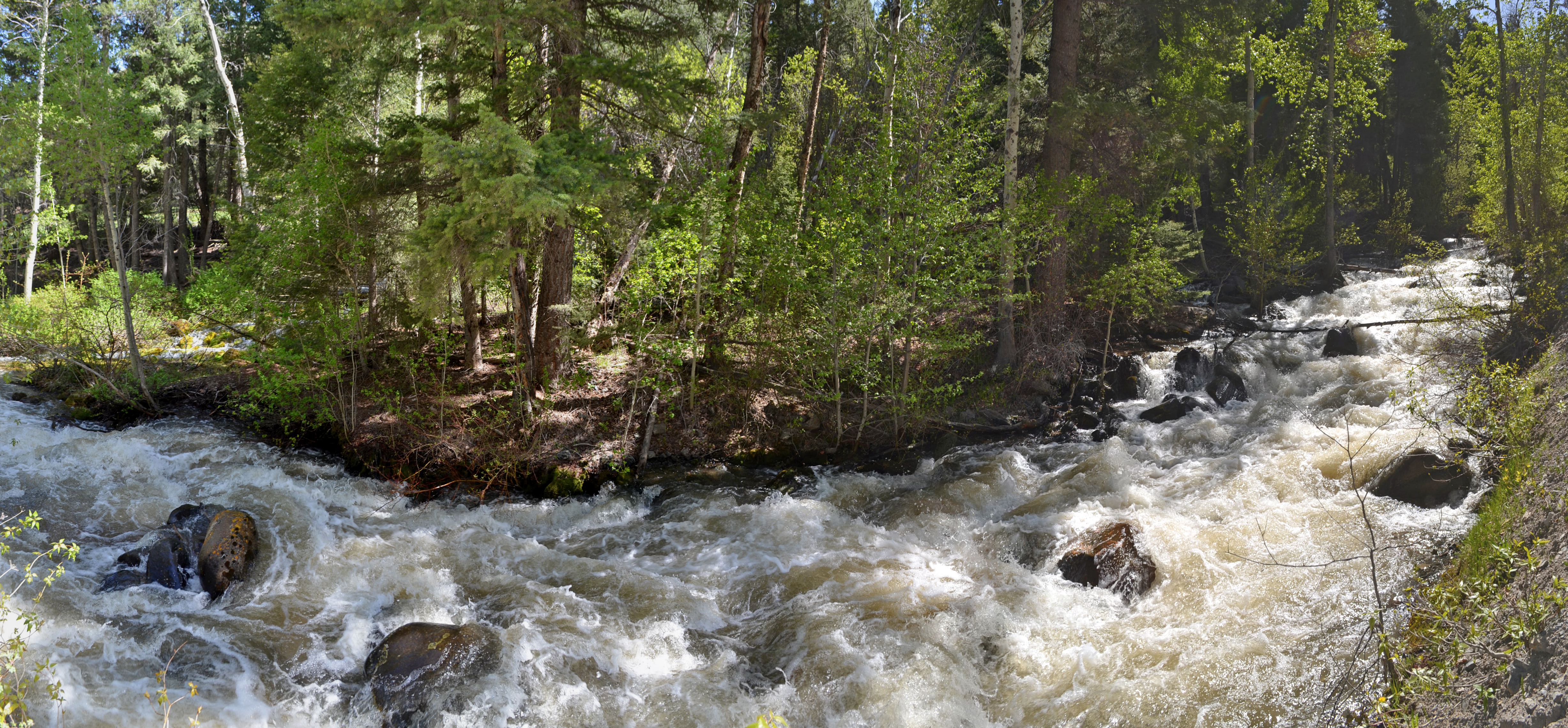
Bayhorse Creek
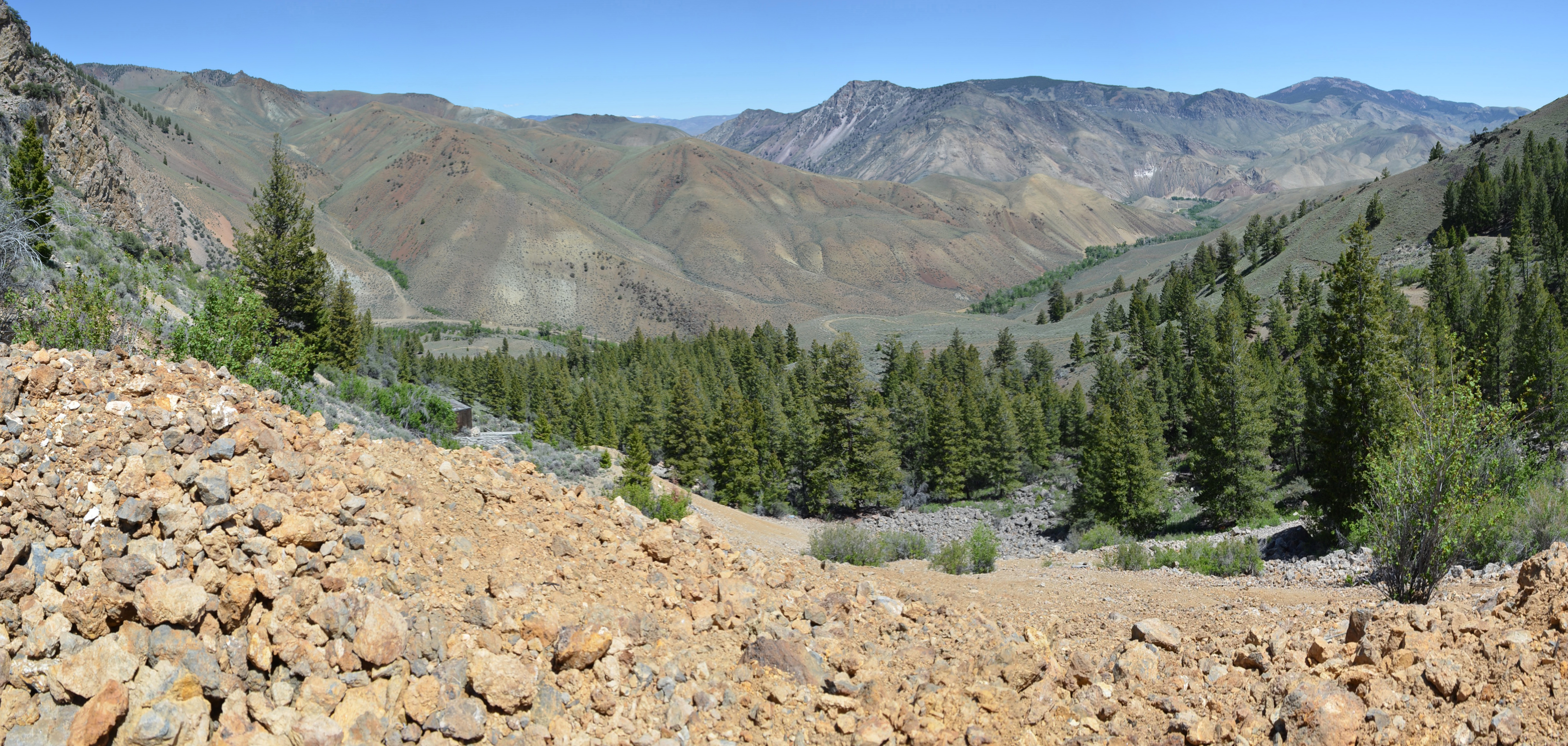
Tal des Bayhorse Creek
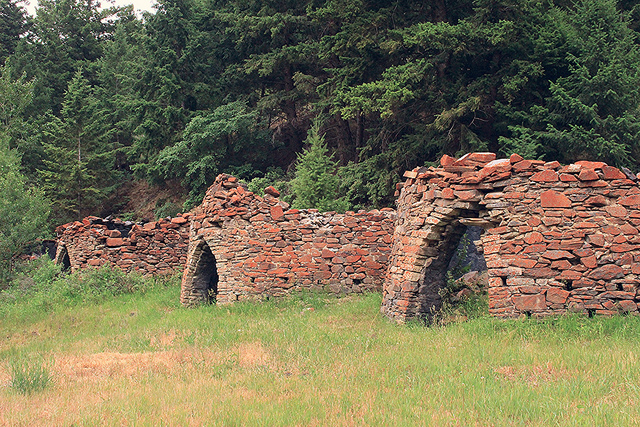
Alte Kohlenmeiler in Bayhorse